# 白馬郷 (宣漢県)
白馬郷（はくばきょう）とは、中華人民共和国四川省達州市宣漢県にある郷。

## 地理
- 面積77㎢
- 人口約1万6000人
- 人口密度:208人/㎢[1]

### 行政区画
- ７つの村からなる。
- 双竜社区、沙坪村、観岩村、繁垻村、梧桐村、白鎮村、畢成村、馬鞍村。[2]

## 農業
主に米、小麦、トウモロコシ、ジャガイモ、ナタネなどの作物、ヤギ、ブタ、ウシの繁殖産業も盛ん。